# FC Chaumont
FC Chaumont is een Franse voetbalclub uit Chaumont in het departement Haute-Marne. Onder de naam ECAC Chaumont speelde de club zestien seizoenen in de tweede klasse.

## Geschiedenis
In 1957 fusioneerden Entente Chaumontaise Cheminots Gazélec en Chaumont Athlétic Club en zo ontstond Entente Chaumont Athlétic des Cheminots, kortweg ECAC Chaumont.
In 1965 nam de club het profstatuut aan en werd in 1966 toegelaten tot de tweede klasse, die op dat moment niet met promotie en degradatie werkte. Na een laatste plaats in het eerste seizoen werd de club twaalfde in 1968 en vijftiende in 1969. Ondanks het feit dat het behoud verzekerd was gaf Chaumont zijn profstatuut op en degradeerde hierdoor naar de amateurklasse.
In 1970 werd de tweede klasse uitgebreid van één reeks met zestien clubs naar twee reeksen met zestien clubs. Chaumont werd opnieuw een profclub en eindigde met twee punten achterstand op Lille OSC op de tweede plaats in groep A, de beste notering uit de clubgeschiedenis. Na nog twee behoorlijke seizoenen gleed de club weg naar de middenmoot tot een degradatie volgde in 1980. Na vijf seizoenen keerde de club terug voor één seizoen en van 1989 tot 1991 speelde Chaumont ook nog in de tweede klasse.
Door financiële problemen ging de club op 4 oktober 1991 in liquidatie en begon opnieuw in de Ligue Champagne-Ardenne onder de naam FC Chaumont. In 2013 degradeerde de club uit de CFA 2.